# فرانك سانشيز
فرانك سانشيز (بالإنجليزية: Frank Sanchez)‏ (و. 1959 – م) هو محام من الولايات المتحدة الأمريكية .
وهو عضو في الحزب الديمقراطي الأمريكي .

## التعليم
تعلم في كلية كينيدي بجامعة هارفارد.